# Polythalamea
Polythalamea (лат.) — ранее выделяемый класс протистов из типа фораминифер. Включал 16 отрядов и несколько родов, не принадлежащих ни к одному из них.
Polythalamea — морские протисты с многокамерными «раковинами». Камеры часто расположены спирально. Филоподии отходят от отверстия наибольшей камеры. Состав раковины меняется у разных видов. Некоторые виды имеют известковые раковины, другие — раковины из органических материалов. У многих видов имеются постоянные симбионты (водоросли).

## Представители
В класс включали отряды:
- Allogromiida
- Astrorhizida
- Buliminida
- Carterinida
- Fusulinida
- Globigerinida
- Involutinida
- Lagenida
- Lituolida
- Loftusiida
- Miliolida
- Robertinida
- Rotaliida
- Spirillinida
- Textulariida
- Trochamminida

Также в класс включали роды incertae sedis:
- Haplophragmium Reuss, 1860
- Orcadia
- Pulvinulina Carpenter, 1862
- Rotalina Blainville, 1828